# Dillenia borneensis
Dillenia borneensis är en tvåhjärtbladig växtart som beskrevs av Hoogl. Dillenia borneensis ingår i släktet Dillenia och familjen Dilleniaceae. Inga underarter finns listade i Catalogue of Life.